# Uwe Neubüser
Uwe Neubüser (* 28. November 1945 in Dransfeld) ist ein deutscher Politiker (CDU). Er war Abgeordneter in der Hamburgischen Bürgerschaft.

## Leben
Nach dem Besuch der Volksschule in Hamburg-Ottensen wechselte Uwe Neubüser 1956 auf das Gymnasium in Altona und wurde 1963/64 politischer Referent des Hamburger Schülerparlaments. Er machte 1965 Abitur und leistete anschließend bis 1966 seinen Wehrdienst.
1966 begann er das Studium der Rechtswissenschaften an der Universität Hamburg. Sein erstes juristisches Staatsexamen legte er 1971 ab, das zweite 1974.
Von Januar 1975 bis Juni 1978 arbeitete er im Bereich Personal- und Sozialwesen der Firma Hans Schwarzkopf GmbH, anschließend bei den Hamburg-Mannheimer Versicherungsgesellschaften, Referat Unternehmens- und Arbeitsrecht. 
Auch erhielt er eine Zulassung als Rechtsanwalt und wurde Handlungsbevollmächtigter der Seminaris Hotel- und Kongreßbetriebs-GmbH in Hamburg und Lüneburg.
Er ist verheiratet und hat drei Söhne.

## Politik
1962 trat Uwe Neubüser in die Junge Union ein, 1963 in die CDU. Von 1970 bis 1986 wurde er als Abgeordneter in die Hamburgische Bürgerschaft gewählt. Er arbeitete dort vor allem im Eingabenausschuss, im Ausschuss für Schule und Berufsbildung und im Ausschuss für die Gleichstellung der Frau mit.